# Pirk (Neustadt an der Waldnaab)
Pirk település Németországban, azon belül Bajorországban. Lakosainak száma 1933 fő (2023. december 31.).

## Népesség
A település népessége az elmúlt években az alábbi módon változott:
| Lakosok száma | 459  | 848  | 1457 | 1629 | 1793 | 1818 | 1845 | 1872 | 1942 | 1933 |
|               | 1875 | 1950 | 1975 | 1987 | 2012 | 2014 | 2016 | 2017 | 2021 | 2023 |